# Phương Vy
Nguyễn Ngọc Phương Vy (sinh ngày 27 tháng 8 năm 1987), thường được biết đến với nghệ danh Phương Vy, là một nữ ca sĩ người Việt Nam. Là quán quân mùa đầu tiên tại cuộc thi Vietnam Idol, cô cũng là người đại diện Việt Nam tham dự cuộc thi Asian Idol.

## Tiểu sử
Thời sinh viên, Vy đã đoạt giải nhì giọng ca học đường Tuổi đời mênh mông và giải nhất cuộc thi Thần Tượng Âm nhạc Việt Nam - Vietnam Idol 2007. Phương Vy đại diện Việt Nam tham gia Asian Idol, nhưng thất bại trước Hady Mirza của Singapore.

## Vietnam Idol
Phương Vy là thí sinh duy nhất của mùa thi Vietnam Idol chưa một lần rơi vào nhóm không an toàn. Vượt qua Nguyễn Ngọc Ánh với tỉ lệ bình chọn 53,44%, Phương Vy chính thức trở thành người chiến thắng đầu tiên của loạt chương trình Thần tượng âm nhạc: Vietnam Idol. Cô nhận được số tiền thưởng trị giá $10.000 và hợp đồng thu âm với công ty Music Faces, cùng các hợp đồng quảng cáo với các công ty khác sau đó.

### Các bài hát sử dụng
1. "Mặt trời dịu êm"
2. "Dẫu có lỗi lầm"
3. "Đường xưa" - Piano Group 2
4. "60 năm cuộc đời" - Y Vân - Tuần 1
5. "Rồi mai thức giấc" - Tường Văn - Tuần 2
6. "Tôi tìm thấy tôi" - Đức Trí - Tuần 3
7. "Tạm biệt" - Hồ Hoài Anh - Tuần 4
8. "Xin cho tôi" - Trịnh Công Sơn - Tuần 5
9. "Chị tôi" - Trọng Đài - Tuần 5
10. "Ngỡ đâu tình đã quên mình" - Lê Hựu Hà - Tuần 6
11. "Đêm đô thị" - Y Vân - Tuần 6
12. "Mong ước kỷ niệm xưa" - Xuân Phương - Tuần 7
13. "Nhé anh" - Nguyễn Hà - Tuần 7
14. "Từng ngày dài" - Đức Trí - Tuần 8
15. "Thương nhau ngày mưa" - Tuần 8
16. "Nếu có yêu tôi" - Tuần 8
17. "60 năm cuộc đời" - Y Vân - Tuần 9
18. "Rồi mai thức giấc" - Tường Văn - Tuần 9
19. "Nụ cười và những ước mơ" - Đức Trí - Tuần 9

## Asian Idol
Sau chiến thắng ở sân chơi Vietnam Idol, Mùa 1, Phương Vy được đại diện cho Việt Nam tham gia Asian Idol, được tổ chức vào hai ngày 15 và 16 tháng 12 năm 2007, nhưng chịu thất bại trước Hady Mirza của Singapore.

### Các bài hát sử dụng
1. "River Deep - Mountain High", Ike & Tina Turner
2. "Lúc mới yêu", Phương Vy
3. "I Love Rock 'n' Roll", The Arrows - Biểu diễn cùng Siu Black
4. "Wavin' Flag" - Biểu diễn cùng K'naan[2]

## Danh sách đĩa hát

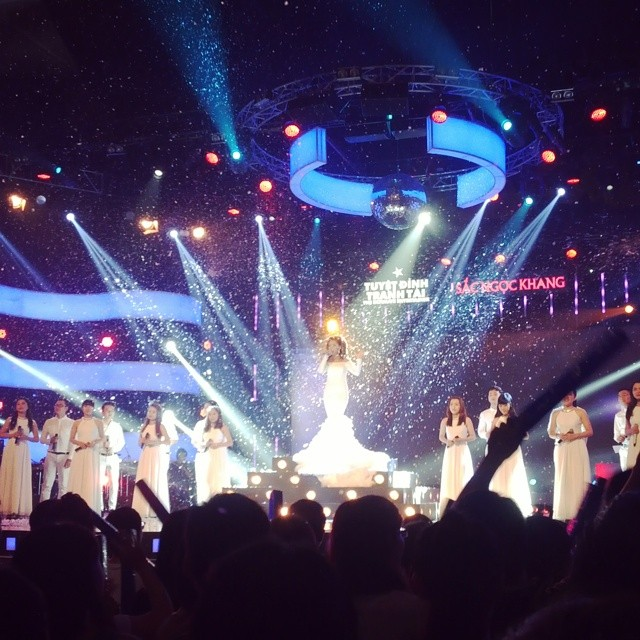
Phương Vy trình diễn tại chương trình Tuyệt đỉnh Tranh tài năm 2014.

### Album
- 2008: Lúc mới yêu
- 2009: Có đôi lần
- 2009: Khung trời dấu yêu - Album tam ca Phương Vy, Quốc Thiên, Anh Khang
- 2010: Mùa thu cho em - Phương Vy, Lê Hiếu
- 2011: Phương Vy 20 + 2

### Single
- 2008: "Chuyện về người con gái"
- 2012: "Quên một người"

### Video clip
- 2008: Lúc mới yêu
- 2008: Em biết
- 2009: Có đôi lần
- 2009: Bao lời yêu
- 2010: Mở ngày hứng khởi - Phương Vy, Tiến Đạt, Thái Trinh
- 2010: Âm nhạc tâm hồn - Phương Vy, Rapsoul
- 2011: La Vy
- 2011: Vui Ngày Mới - Phương Vy, Noo Phước Thịnh
- 2011: Chạm Lấy Ước Mơ - Phương Vy, Văn Mai Hương, La Thăng
- 2012: Đừng Bối Rối - Phương Vy
- 2012: Ngày Em Hát - Phương Vy
- 2012: Quên Một Người - Phương Vy
- 2013: Em Vẫn Còn Yêu Anh - Phương Vy

## Đời tư
Phương Vy kết hôn với một người Mỹ tên là Sean Trace sau 3 năm hẹn hò, vào ngày 7 tháng 3 năm 2015 tại Phan Thiết. Hiện họ đã có một cô con gái tên là Ailani (sinh 2016). Chồng cô hiện làm trong lĩnh vực sản xuất phim.